# Juan de Santo Domingo
Juan de Santo Domingo (España, 1640 - Filipinas, 1726) fue un sacerdote católico español, fraile dominico, misionero en Filipinas y fundador de las Dominicas de Santa Catalina de Siena de Filipinas.

## Biografía
Juan de Santo Domingo nació en 1640 en España. Ingresó a la Orden de Predicadores, donde realizó su profesión religiosa y fue ordenado sacerdote. Fue enviado como misionero a Filipinas (1666), donde vivió la mayor parte de su vida. Durante este tiempo se encargó de la misión de Pangasinan, fue prior del convento de Santo Domingo en Manila, rector del colegio de San Juan de Letrán  y, en dos ocasiones, gobernó la provincia del Santo Rosario.
En 1696, Juan de Santo Domingo, con la ayuda de la monja Francisca del Espíritu Santo Fuentes, establecieron un beaterio de dominicas en la localidad de Intramuros, en la ciudad de Manila, con la aprobación del arzobispo Diego Camacho y Ávila. De dicho beaterio surgió la Congregación de las Dominicas de Santa Catalina de Siena de Filipinas, que tienen a los dos religiosos como a sus fundadores.
Juan de Santo Domingo murió en 1726 y de él se conservan algunos escritos, especialmente una biografía de Francisca del Espíritu Santo, que ha servido para introducir la causa de beatificación de la religiosa.